# 漢語大詞典

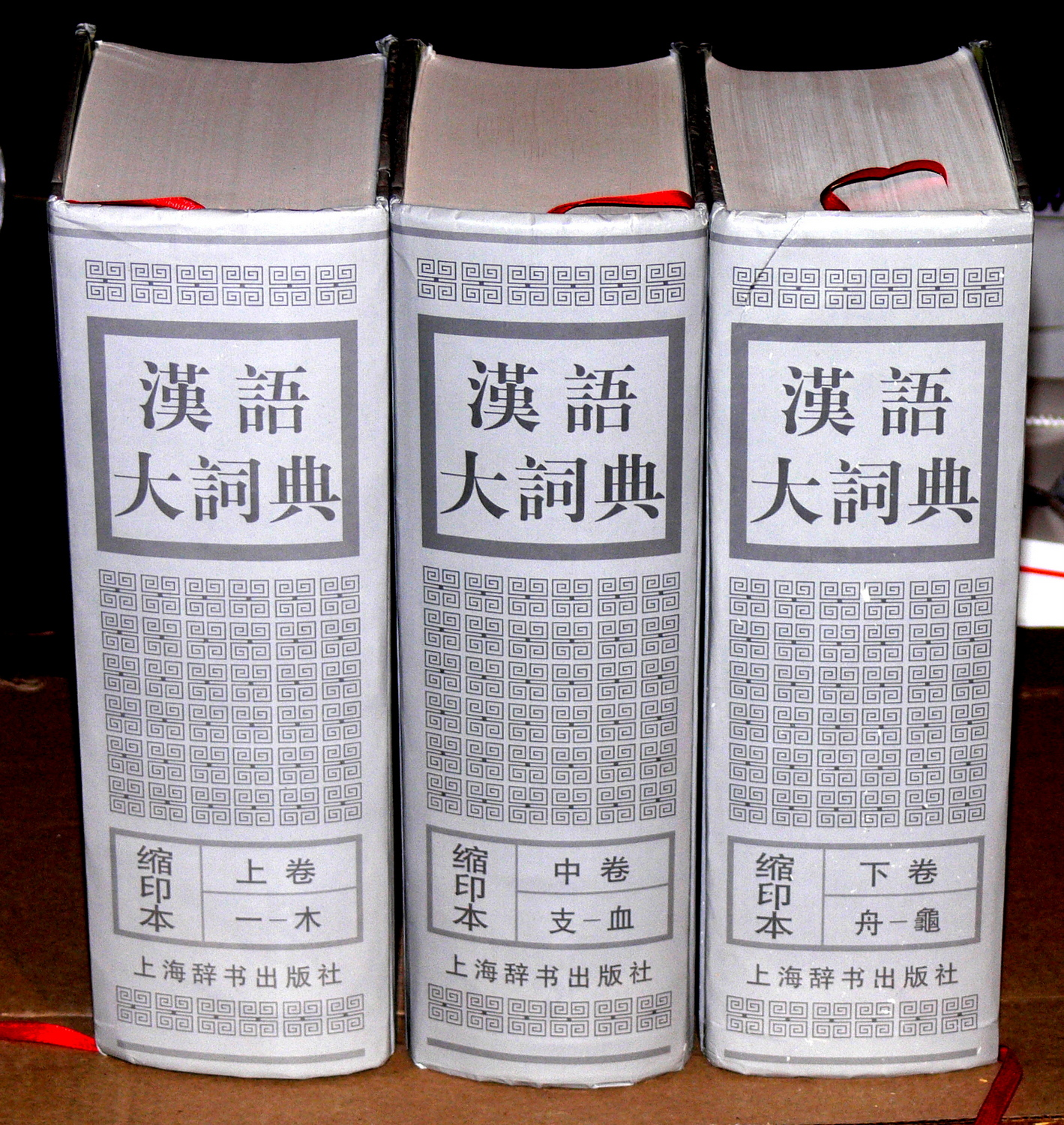
汉语大词典缩印本上中下

《漢語大詞典》，是中國大型漢語詞典。其內容包括社會生活、古今習俗、中外文化乃至各種宗教的教義等，都發生縱向或橫向聯繫。詞典由汉语大词典编辑委员会特邀中國四百多位專家參與編寫工作，从1975年开始到1986年第一卷出版，历时十一年，到十二卷出齐，历时十八年。漢語大詞典共十二卷，收詞目三十七萬五千余條，包括二万二千多个单字，成语、典故、等三十五万余条，插图二千五百多幅，全书五千餘萬字。
三聯書店（香港）有限公司在香港出版了十二卷本。
上海辞书出版社和漢語大詞典出版社还出版了三卷本的汉语大词典缩印本，内容和十二卷本相同。
汉语大词典荣获第一届国家图书奖。1989年联合国教科文组织定位《汉语大词典》为世界权威工具书。
2010年出版了《汉语大词典订补》，新收录和订正《汉语大词典》词条三万多条，约新增330余万字。

## 汉语大词典第二版
汉语大词典第二版的编纂工作于2012年12月启动，分二十五册，字数约六千余万。原计划于2015年出版第一卷，2020年全部完成。实际上，2018年12月方才出版第一册的征求意见本，并改计划于2023年完成25册征求意见本的出版。

## 外部連結
- 商務印書館（香港）有限公司: 《漢語大詞典》光盤 （页面存档备份，存于）
- 上海数字世纪网络有限公司: 《汉语大词典》网络版 （页面存档备份，存于）
- 上海辞书出版社：《汉语大词典》iOS版 （页面存档备份，存于）
- 上海辞书出版社有限公司：《汉语大词典》网络版 （页面存档备份，存于）
- 《汉语大词典》&《康熙字典》知网版 （页面存档备份，存于）